# Jean Guéguen
Jean Guéguen   (14è districte de París, 1 d'abril de 1924 - Saint-Jean-d'Aulps, 9 de maig de 1998), anomenat Le Ténébreux, va ser un ciclista francès que fou professional entre 1947 i 1956. En el seu palmarès destaca una etapa al Critèrium del Dauphiné Libéré de 1949 i la París-Brussel·les de 1951.

## Palmarès
- 1949
  - Vencedor d'una etapa al Critèrium del Dauphiné Libéré
- 1951
  - 1r a la París-Brussel·les
  - 1r al Tour de l'Alta Savoia
- 1952
  - 1r a la París-Clermont Ferrand
  - Vencedor d'una etapa de la Volta a Algèria
- 1953
  - 1r a la París-Camembert
  - 1r a la Paris-Montceau-les-Mines
- 1954
  - 1r al Circuit de Morbihan

### Resultats al Tour de França
- 1951. 61è de la classificació general
- 1953. Abandona (12a etapa)